# Kornelia Kubińska
Kornelia Kubińska, född Kornelia Marek den 3 augusti 1985 i Marklowice, är en polsk längdskidåkare. Kubińska har tävlat i världscupen sedan 2002. Hon var med i olympiska vinterspelen i längdskidåkning både 2010 och 2014.